# Набэсима Масасигэ
Набэсима Масасигэ (яп. 鍋島 正茂, 1606 — 31 января 1687) — японский даймё периода Эдо, 2-й правитель княжества Касима (1624—1642).

## Биография
Родился в Эдо как старший сын Набэсимы Тадасигэ, 1-го даймё Касимы. После смерти своего отца в 1624 году он унаследовал княжество.
В 1636 году его дядя, Набэсима Кацусигэ, 2-й даймё Саги, попросил его усыновить своего девятого сына Набэсиму Наотомо, поскольку Масасигэ не имел наследника. Однако он отказался и хотел сделать преемником своего младшего брата Сигэхису, если бы у него не родился сын. Однако Кацусигэ оказал давление на Масасигэ и заставил его усыновить Наотомо. По иронии судьбы, в 1637 году родился его старший сын Масаясу.
Это вызвало конфликт с Кацусигэ, и когда в 1640 году Наотомо был дан ранг дзюгой при поддержке Кацусигэ, он попросил Масасигэ уйти в отставку. Причина заключалась в том, что Набэсима Масасигэ имел младший ранг дзюрокуй, низший среди даймё, и Кацусигэ оказывал давление на Масасигэ, чтобы помешать его повышению.
В 1642 году Масасигэ, наконец, не выдержал давления Кацусигэ и отказался от своего положения и княжества, после чего он уехал в Эдо. В результате Наотомо стал следующим даймё.
После этого Масасигэ служил в бакуфу с доходом в 5 000 коку. 31 января 1687 года Набэсима Масасигэ умер в возрасте 81 года.